# Thierry Giet

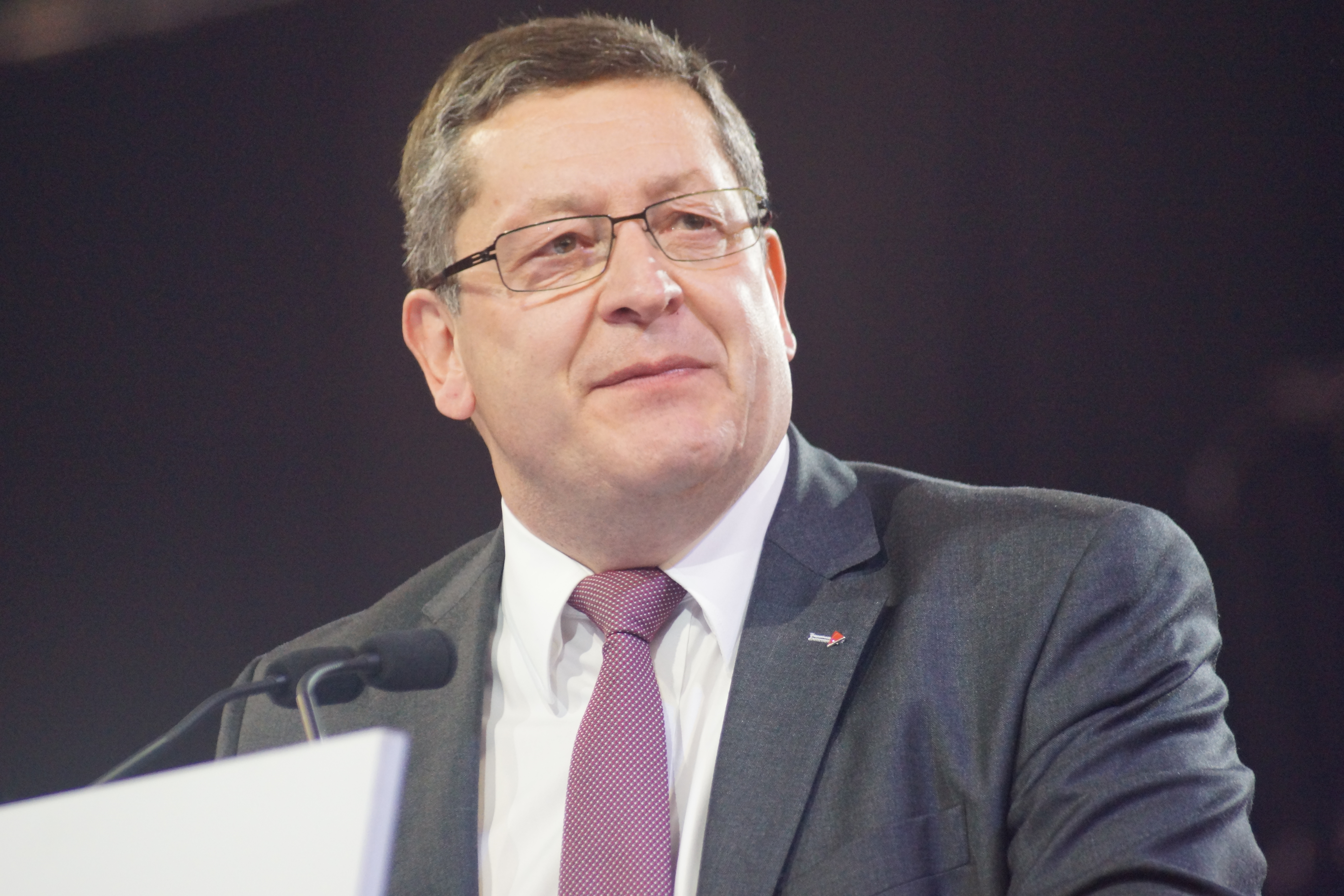
Thierry Giet en avril 2012.

Thierry L.A.J. Giet est un homme politique belge francophone, né à Ougrée le 21 juillet 1958. Juge à la Cour constitutionnelle depuis 2013, il a été député fédéral socialiste de la circonscription électorale de Liège de 1995 à 2013 et chef de groupe à la Chambre des représentants de 2004 à 2013.

## Biographie
Né le 21 juillet 1958 à Ougrée en région liégeoise, Thierry Giet baigne depuis toujours dans le socialisme. Sa famille a toujours été très active dans la vie associative, culturelle et politique locale. Son père était fonctionnaire avant de devenir magistrat et sa mère était institutrice maternelle.
Son grand-père maternel, originaire d’Italie, est venu en Belgique pour travailler à la mine. Son grand-père paternel a été employé communal puis secrétaire communal à Sprimont. Depuis 1982, Thierry Giet est d'ailleurs conseiller communal à Sprimont.
C’est à Sprimont qu’il fait ses premiers pas de militant au sein des jeunes socialistes sprimontois avant même ses dix-huit ans.
Avocat de formation, il met ses compétences techniques et juridiques au service du PS, notamment en œuvrant au sein du cabinet ministériel de Laurette Onkelinx au début des années 90.
Il est élu député fédéral en 1995. Ses domaines de prédilection sont la justice mais aussi la protection du consommateur et la sécurité.
Il a été président pendant deux ans (2003-2004) de la commission de l’Intérieur de la Chambre des représentants. En 2004, il devient chef de groupe à la Chambre.
Il est président faisant fonction du PS du 6 décembre 2011 au 17 janvier 2013.
Il a été nommé juge à la Cour constitutionnelle par arrêté royal du 21 juin 2013.
Thierry Giet a deux enfants : Florence et François.
- Président du Parti socialiste
- Président de groupe des députés socialistes à la chambre des représentants (1995-2013)
- Licencié en droit. Avocat au barreau de Liège (1981-2013)
- Conseiller communal à Sprimont (1983-2013)
- Juge à la Cour constitutionnelle (depuis juin 2013)

## Honneur
- Officier de l'ordre de Léopold